# Цегриловци
Цегриловци е село в Западна България. То се намира в община Трън, област Перник.

## География
Село Цегриловци се намира в планински район, на около 100 км от София и на 17 км от Трън. Съседните села са Главановци, Реяновци, Ярловци, Стайчовци, Лешниковци и Бохова.
За селото е характерно обезлюдяването засегнало Трънския край и от 530 души през 1940 година на 20 век, сега постоянно в него живеят 10-ина души в пенсионна възраст.

## История
Землището на селището, както и околният регион, покриващ се до голяма степен с бившата Трънска околия (вкл. Босилеградско), през вековете винаги са оставали встрани от големите събития в държавите, в които са били включвани. Останки от траките и римляните има при селата Вукан, Ярловци, Зелениград и др. Близо до село Цегриловци е имало тракийски могили, но по времето на ТКЗС, те са били разорани и сравнени с нивите. От времето на Първото и Второто Българско царство са намирани останки в селата Зелениград, Бусинци, Бохова. Говорът на местното население се запазва архаичен и дотогава е бил много близък до старобългарския корен – т.нар. знеполски (запазена падежна система – уникална за България, пълна липса на звуковете „ф“ и „х“). При разпада на Втората българска държава, след битката при Велбъжд, се оформя самостоятелна феодална единица – т.нар. Стара Знеполия, просъществувала около 70 години. Първите писмени сведения за селото са от „Регистър на доганджиите в Румелия, за задълженията и им от началото на последната четвърт на 15 век“:село Чагриловча, спадащо към нахия Шехир кьой (Пирот). Къщи:неверници -1, доход 43 (Оригиналът е съхраняван в Народната библиотека); „Тимари в нахиите Висока и Знебол 1447 – 1489 г.“ – село Сибиловци: домакинства-6, вдовици-1, приход 681 акчета; „Списък на селищата и брой на домакинствата, предвид облагането с данък джизие 27.04.1624 г.“: кааза Изнебол (Знеполе) – село Чигрилофче – 17 ханета (домакинства) неверници. Повременаосманскатавласт са избухвалимножествовъстания и районът на Знеполе е билотносителнонезависимотцентралнатавласт. През периода 1878 – 1879 г. регионът е бил окупиран от сърбите. Въпреки откъснатостта от основните центрове на Българската държава и относителната местна автономност, населението винаги се е самоопределяло като българско с прибавката трънчани.

## Природни и исторически забележителности
С. Цегриловци е разположено в котловина, като от три страни е обградено от борови гори, а от четвъртата е долината на река Ерма. Църквата на селото е паметник на културата, която е реконструирана със средства събрани от жителите на селото. По планинската пътека към Лешниковци и Стайчовци има масов партизански гроб. По пътеката за Бохова е паметникът на партизанката Цветана Живкова Велева.

## Фауна
Данните за нощните пеперуди от с. Цегриловци – от там са известни следните по-интересни видове: Lasiocampa grandis, Cyclophora annularia, Lygephila viciae, Mythimna impura, Divaena haywardi, Diaphora luctuosa, Chelis maculosa, Cycnia luctuosa, Nola confusalis, Aglia tau, Anticlea derivata. Видът Euplagia quadripunctaria е установен в околностите. Той е от приложение II на Директивата 92/43 на ЕС.

## Редовни събития
Ежегоден събор на Спасов Ден , на който е наречена и църквата над селото.Традицията е възстановена след 2010г. когато е възстановена и самата църква.

## Други
Както в повечето трънски села няма изградени водопровод и канализация. Характерни за селото са чистият въздух, тишината и невероятната природа. Земите от землището на селото по поречието на река Ерма отдавна не се обработват.
1. ↑  www.grao.bg